# Jalen McDaniels
Jalen Marquis McDaniels (ur. 31 stycznia 1998 w Federal Way) – amerykański koszykarz, występujący na pozycji silnego skrzydłowego, od 2023 zawodnik Toronto Raptors.
W 2019 reprezentował Charlotte Hornets podczas rozgrywek letniej ligi NBA.
Jest kuzynem byłego mistrza i uczestnika meczu gwiazd NBA, Juwana Howarda. Jego młodszy brat, Jaden gra w koszykówkę, w drużynie NCAA – Washington Huskies.
9 lutego 2023 został wytransferowany do Philadelphia 76ers. 6 lipca 2023 dołączył do Toronto Raptors.

## Osiągnięcia
Stan na 3 października 2023, na podstawie, o ile nie zaznaczono inaczej.
NCAA
- Uczestnik rozgrywek turnieju NCAA (2018)
- Mistrz turnieju konferencji Mountain West (2018)
- Zaliczony do:
  - I składu turnieju Mountain West (2019)
  - II składu Mountain West (2019)
  - składu honorable mention Mountain West (2018)
- Zawodnik tygodnia Mountain West (19.02.2018, 21.01.2019, 28.01.2019)